# 衣笠剛
衣笠 剛（きぬがさ つよし、1949年1月21日 - 2025年2月7日）は、日本の実業家。株式会社ヤクルト球団代表取締役会長兼オーナー代行。一般財団法人日本バウンドテニス協会会長。公益財団法人日本体育協会評議員。

## 略歴
愛媛県大洲市出身。
日本大学経済学部卒業後、1971年に株式会社ヤクルト本社に入社。入社後、営業部門・海外部門担当の後、日本生まれの生涯スポーツ「バウンドテニス」の普及に尽力。その後、ヤクルト本社広報室に移って以後は、広報畑がメイン業務となる。
2011年6月22日、株式会社ヤクルト球団代表取締役社長兼オーナー代行に就任。2023年3月15日、社長職を林田哲哉に譲り代表取締役会長となる（オーナー代行は引き続き兼務）。
2025年2月7日に死去。76歳没。